# Phyllotreta punctulata
Phyllotreta punctulata es una especie de insecto coleóptero de la familia Chrysomelidae. Fue descrita en 1802 por Marsham.
Nativo del suroeste de Europa y los Caúcasos. Ha sido introducido en Norteamérica. Se alimenta de crucíferas.